# Трофим (апостол от 70)
Апо́стол Трофи́м — апостол от семидесяти, ученик и спутник апостола Павла.

## Жизнеописание
Трофим был асиец (из Малой Азии), родом из Ефеса, ученик и спутник апостола Павла (от Ефеса до Иерусалима). Апостол Лука повествует, что во время третьего путешествия Павла, вознамерившегося возвратиться из Эллады (через Македонию) в Сирию, его сопровождали до Асии Сосипатр Пирров, солуняне — Аристарх и Секунд, Гаий из Дервии, Тимофей и асийцы Тихик и Трофим (Деян. 20:4), но Трофим не оставил Павла и в дальнейшем его пути.
В период пребывания Павла в Иерусалиме Трофим стал причиной возмущения иудеев против Павла:

Тогда Павел, взяв тех мужей и очистившись с ними, в следующий день вошел в храм и объявил окончание дней очищения... Асийские Иудеи, увидев его в храме, возмутили весь народ и наложили на него руки, крича: мужи Израильские, помогите! этот человек всех повсюду учит против народа и закона и места сего; притом и Еллинов ввел в храм и осквернил святое место сие. Ибо перед тем они видели с ним в городе Трофима Ефесянина и думали, что Павел его ввел в храм.
— Деян. 21:26-29
Арестованного Павла как римского гражданина направили в Рим на суд императора. Книга Деяний поименно не перечисляет спутников Павла от Кесарии до Рима, но церковное предание считает, что в числе их был Трофим. Также предание сообщает, что Павел после своего первого освобождения от ареста в Риме (63 год) в сопровождении Трофима и других путешествовал в Испании и, проходя Галлию, оставил там Трофима, посвятив его во епископа в Арле. Однако согласно 2-му посланию к Тимофею Павел оставил больного в Милете (2Тим. 4:20), то есть, вероятно, Трофим, пробыв некоторое время в Арле, вновь стал спутником Павла, был вместе с ним арестован в Риме и принял мученическую смерть через отсечение головы.
Восточная и Западная церкви считают Трофима мучеником, пострадавшим в Риме при императоре Нероне вместе с апостолом Павлом (по восточному преданию) или с апостолом Петром (по западным преданиям). О мученической смерти Трофима вместе с апостолом Павлом есть указание в службе этим апостолам: «Двунадесяти учеников явистеся втории ученицы Христови, славнии, с Павлом бо прошедше всю землю, беды подъясте многи, и с ним священную кончину приясте». В Четьей Минее Димитрия Ростовского (под 4 января) сказано:

Трофим святый, его же апостольские Деяния воспоминают, и Павел святый в Послании втором к Тимофею: «Трофима же (рече) оставих в Милете боляща». Сей с Пудом и Аристархом во всех гонениях Павлу святому последова и наконец при усечении его в Риме от Нерона вси триe усекновени суть.

В 417 году при споре между Арелатской и Вьенской кафедрами папа римский Зосима отдал первенство Арелатской церкви, на том основании, что она была основана Трофимом, который, по словам папы, поставлен был апостолом Петром в епископа Арелатскаго.
Часто встречающаяся в интернете информация, что именем апостола Трофима назван французский город Сен-Тропе — неверна. В действительности город назван в честь святого Тропезия Пизанского.

## Почитание
Память апостола Трофима в Православной церкви совершается (по юлианскому календарю) 15 апреля вместе с апостолами Аристархом и Пудом, а также 4 января в Соборе апостолов от семидесяти.
В Католической церкви память Трофима совершается 29 декабря.